# FK Zénith Penza
Maillots
Le Zénith Penza (russe : «Зенит» Пенза) est un club russe de football fondé en 1918 et basé à Penza.
Il évolue en quatrième division russe depuis la saison 2023-2024.

## Histoire
Fondé en 1918 sous le nom KLS (russe : Кружок любителей спорта), le club connaît plusieurs changement de noms durant son existence, les plus notables étant Spartak de 1948 à 1959 et Granit entre 1973 et 1991. Le nom Zénith est quant à lui adopté dans un premier temps entre 1936 et 1947 puis à partir de 1992.
Durant l'ère soviétique, le club évolue notamment au niveau professionnel à la fin des années 1940 puis de 1961 à 1973 et de 1990 à 1991, n'allant jamais plus haut que la troisième division.
Après la dissolution de l'Union soviétique, le club est intégré dans la nouvelle troisième division russe en 1992, dont il est relégué l'année suivante. Jonglant entre la troisième et la quatrième division au cours des années 1990, le Zénith est finalement relégué en dehors des championnats professionnels à l'issue de la saison 1999.
Le club retrouve le statut professionnel à partir de la saison 2002 en retrouvant le troisième échelon, où il évolue sans discontinuer, avec l'exception d'une année en quatrième division en 2009, jusqu'à son retrait du championnat et du football professionnel en mars 2018.

## Bilan sportif

### Classements en championnat
La frise ci-dessous résume les classements successifs du club en championnat d'Union soviétique.
La frise ci-dessous résume les classements successifs du club en championnat de Russie.

### Bilan par saison
| Saison    | Championnat       | Championnat       | Championnat       | Championnat       | Championnat       | Championnat       | Championnat       | Championnat       | Championnat       | Championnat       | Coupe d'URSS      |
| Saison    | Division          | Pos               | Pts               | J                 | V                 | N                 | D                 | BP                | BC                | Diff              | Coupe d'URSS      |
| --------- | ----------------- | ----------------- | ----------------- | ----------------- | ----------------- | ----------------- | ----------------- | ----------------- | ----------------- | ----------------- | ----------------- |
| 1948      | 2e Russie 1       | 14e               | 12                | 26                | 3                 | 6                 | 17                | 39                | 92                | -53               | —                 |
| 1949      | 2e Russie 3       | 12e               | 15                | 24                | 5                 | 5                 | 14                | 33                | 60                | -27               | Deuxième tour Q   |
| 1950-1959 | Championnat local | Championnat local | Championnat local | Championnat local | Championnat local | Championnat local | Championnat local | Championnat local | Championnat local | Championnat local | Championnat local |
| 1960      | 2e Russie 2       | 15e               | 17                | 28                | 6                 | 5                 | 17                | 17                | 62                | -45               | —                 |
| 1961      | 2e Russie 3       | 8e                | 21                | 23                | 8                 | 5                 | 10                | 30                | 31                | -1                | Premier tour Q    |
| 1962      | 2e Russie 2       | 9e                | 28                | 30                | 10                | 8                 | 12                | 31                | 35                | -4                | Deuxième tour Q   |
| 1963      | 3e Russie 2       | 15e               | 24                | 32                | 8                 | 8                 | 16                | 25                | 42                | -17               | Troisième tour Q  |
| 1964      | 3e Russie 3       | 13e               | 23                | 30                | 8                 | 7                 | 15                | 33                | 43                | -10               | Troisième tour Q  |
| 1965      | 3e Russie 3       | 20e               | 24                | 38                | 10                | 4                 | 24                | 26                | 57                | -31               | —                 |
| 1966      | 3e Russie 2       | 17e               | 22                | 34                | 6                 | 10                | 18                | 21                | 44                | -23               | Deuxième tour Q   |
| 1967      | 3e Russie 3       | 14e               | 34                | 38                | 14                | 6                 | 18                | 42                | 43                | -1                | Deuxième tour Q   |
| 1968      | 3e Russie 2       | 7e                | 43                | 38                | 16                | 11                | 11                | 40                | 33                | +7                | Deuxième tour Q   |
| 1969      | 3e Russie 3       | 6e                | 37                | 34                | 13                | 11                | 10                | 37                | 30                | +7                | —                 |
| 1970      | 4e Russie 3       | 7e                | 38                | 34                | 15                | 8                 | 11                | 45                | 33                | +12               | —                 |
| 1971      | 3e Zone 4         | 10e               | 37                | 38                | 13                | 11                | 14                | 37                | 34                | +3                | —                 |
| 1972      | 3e Zone 5         | 10e               | 32                | 32                | 12                | 8                 | 12                | 28                | 35                | -7                | —                 |
| 1973-1989 | Club inactif      | Club inactif      | Club inactif      | Club inactif      | Club inactif      | Club inactif      | Club inactif      | Club inactif      | Club inactif      | Club inactif      | Club inactif      |
| 1990      | 4e Zone 6         | 13e               | 25                | 32                | 9                 | 7                 | 16                | 28                | 52                | -24               | —                 |
| 1991      | 4e Zone 7         | 17e               | 33                | 42                | 12                | 9                 | 21                | 50                | 55                | -5                | —                 |
| Saison    | Championnat       | Championnat       | Championnat       | Championnat       | Championnat       | Championnat       | Championnat       | Championnat       | Championnat       | Championnat       | Coupe de Russie   |
| Saison    | Division          | Pos               | Pts               | J                 | V                 | N                 | D                 | BP                | BC                | Diff              | Coupe de Russie   |
| 1992      | 3e Zone 4         | 13e               | 35                | 38                | 11                | 13                | 14                | 43                | 51                | -8                | —                 |
| 1993      | 3e Zone 3         | 8e                | 36                | 34                | 12                | 12                | 10                | 41                | 45                | -4                | Premier tour      |
| 1994      | 4e Zone 5         | 7e                | 36                | 32                | 13                | 10                | 9                 | 46                | 37                | +9                | Premier tour      |
| 1995      | 4e Zone 5         | 1er               | 64                | 28                | 20                | 4                 | 4                 | 54                | 17                | +37               | Quatrième tour    |
| 1996      | 3e Centre         | 20e               | 34                | 42                | 8                 | 10                | 24                | 31                | 58                | -27               | Deuxième tour     |
| 1997      | 4e Zone 5         | 1er               | 71                | 34                | 21                | 8                 | 5                 | 62                | 27                | +35               | Troisième tour    |
| 1998      | 3e Povoljié       | 9e                | 50                | 34                | 16                | 2                 | 16                | 56                | 55                | +1                | —                 |
| 1999      | 3e Povoljié       | 17e               | 30                | 34                | 9                 | 3                 | 22                | 33                | 67                | -34               | Quatrième tour    |
| 2000      | 4e Povoljié       | 8e                | 24                | 22                | 6                 | 6                 | 10                | 32                | 32                | 0                 | Troisième tour    |
| 2001      | 4e Povoljié       | 1er               | 68                | 28                | 21                | 5                 | 2                 | 65                | 24                | +41               | —                 |
| 2002      | 3e Povoljié       | 9e                | 42                | 30                | 12                | 6                 | 16                | 51                | 45                | +6                | —                 |
| 2003      | 3e Centre         | 11e               | 43                | 36                | 12                | 7                 | 17                | 36                | 44                | -8                | Deuxième tour     |
| 2004      | 3e Centre         | 12e               | 38                | 32                | 12                | 2                 | 18                | 36                | 48                | -12               | Deuxième tour     |
| 2005      | 3e Centre         | 16e               | 34                | 34                | 9                 | 7                 | 18                | 34                | 56                | -22               | Troisième tour    |
| 2006      | 3e Centre         | 17e               | 29                | 30                | 7                 | 8                 | 19                | 38                | 58                | -20               | Deuxième tour     |
| 2007      | 3e Centre         | 9e                | 37                | 30                | 10                | 7                 | 13                | 31                | 32                | -1                | Deuxième tour     |
| 2008      | 3e Centre         | 10e               | 43                | 34                | 11                | 10                | 13                | 33                | 44                | -11               | Cinquième tour    |
| 2009      | 4e Privoljié      | 1er               | 84                | 32                | 27                | 3                 | 2                 | 75                | 16                | +59               | Deuxième tour     |
| 2010      | 3e Centre         | 8e                | 50                | 30                | 13                | 11                | 6                 | 48                | 36                | +12               | —                 |
| 2011-2012 | 3e Centre         | 14e               | 32                | 39                | 8                 | 8                 | 23                | 22                | 46                | -24               | Quatrième tour    |
| 2011-2012 | 3e Centre         | 14e               | 32                | 39                | 8                 | 8                 | 23                | 22                | 46                | -24               | Quatrième tour    |
| 2012-2013 | 3e Centre         | 6e                | 46                | 30                | 13                | 7                 | 10                | 35                | 26                | +9                | Deuxième tour     |
| 2013-2014 | 3e Centre         | 10e               | 35                | 30                | 7                 | 14                | 9                 | 28                | 29                | -1                | Deuxième tour     |
| 2014-2015 | 3e Centre         | 5e                | 49                | 30                | 14                | 7                 | 9                 | 32                | 22                | +10               | Deuxième tour     |
| 2015-2016 | 3e Centre         | 7e                | 38                | 26                | 10                | 8                 | 8                 | 25                | 21                | +4                | Premier tour      |
| 2016-2017 | 3e Centre         | 11e               | 27                | 24                | 7                 | 6                 | 11                | 31                | 43                | -12               | Premier tour      |
| 2017-2018 | 3e Centre         | 14e               | 11                | 26                | 3                 | 2                 | 21                | 12                | 77                | -65               | Premier tour      |
| 2018      | 4e Privoljié      | 7e                | 25                | 22                | 7                 | 4                 | 11                | 34                | 30                | +4                | —                 |
| 2019      | 4e Privoljié      | 4e                | 68                | 28                | 22                | 2                 | 4                 | 92                | 21                | +71               | —                 |
| 2020      | 4e Privoljié      | 3e                | 15                | 10                | 4                 | 3                 | 3                 | 21                | 10                | +11               | —                 |
| 2021-2022 | 3e Groupe 3       | 13e               | 36                | 18                | 11                | 3                 | 4                 | 30                | 15                | +15               | 256es de finale   |
| 2022-2023 | 3e Groupe 3       | 22e               | 24                | 22                | 6                 | 6                 | 10                | 26                | 29                | -3                | 64es de finale    |
| 2023      | 4e Groupe 3       | en cours          | en cours          | en cours          | en cours          | en cours          | en cours          | en cours          | en cours          | en cours          | 128es de finale   |

Légende
- Promotion en division supérieure
- Relégation en division inférieure